# Supercoppa turca 2015 (pallavolo femminile)
La Supercoppa turca 2015 si è svolta il 14 ottobre 2015: al torneo hanno partecipato due squadre di club turche e la vittoria finale è andata per la terza volta al Fenerbahçe Spor Kulübü.

## Regolamento
Le squadre hanno disputato una gara unica.

## Squadre partecipanti
| Squadra    | Qualificazione                                               | Ultima partecipazione |
| ---------- | ------------------------------------------------------------ | --------------------- |
| Fenerbahçe | Vincitrice Voleybol 1. Ligi 2014-15/Coppa di Turchia 2014-15 | Supercoppa turca 2014 |
| VakıfBank  | Finalista in Coppa di Turchia 2014-15                        | Supercoppa turca 2014 |

## Torneo
| 14 ottobre 2015 Başkent Voleybol Salonu, Ankara Durata: 2h:08 - Spettatori: 5 000 | Fenerbahçe | 3 - 2 | VakıfBank | 25-20, 19-25, 17-25, 25-14, 15-8 |